# Castellfort (kommunhuvudort)
Castellfort är en kommunhuvudort i Spanien.   Den ligger i provinsen Província de Castelló och regionen Valencia, i den östra delen av landet, 300 km öster om huvudstaden Madrid. Castellfort ligger 1 156 meter över havet och antalet invånare är 216.
Terrängen runt Castellfort är huvudsakligen kuperad, men åt sydväst är den platt. Runt Castellfort är det mycket glesbefolkat, med 3 invånare per kvadratkilometer. Närmaste större samhälle är Villafranca del Cid, 9,9 km sydväst om Castellfort. Trakten runt Castellfort består i huvudsak av gräsmarker.